# Clorinda
Clorinda är en kommunhuvudort i Argentina.   Den ligger i provinsen Formosa, i den nordöstra delen av landet, 1 000 km norr om huvudstaden Buenos Aires. Clorinda ligger 66 meter över havet och antalet invånare är 15 000.
Terrängen runt Clorinda är platt.
Trakten runt Clorinda består huvudsakligen av våtmarker. Runt Clorinda är det mycket tätbefolkat, med 2 431 invånare per kvadratkilometer.